# Eisenbahnunfall von Nidareid

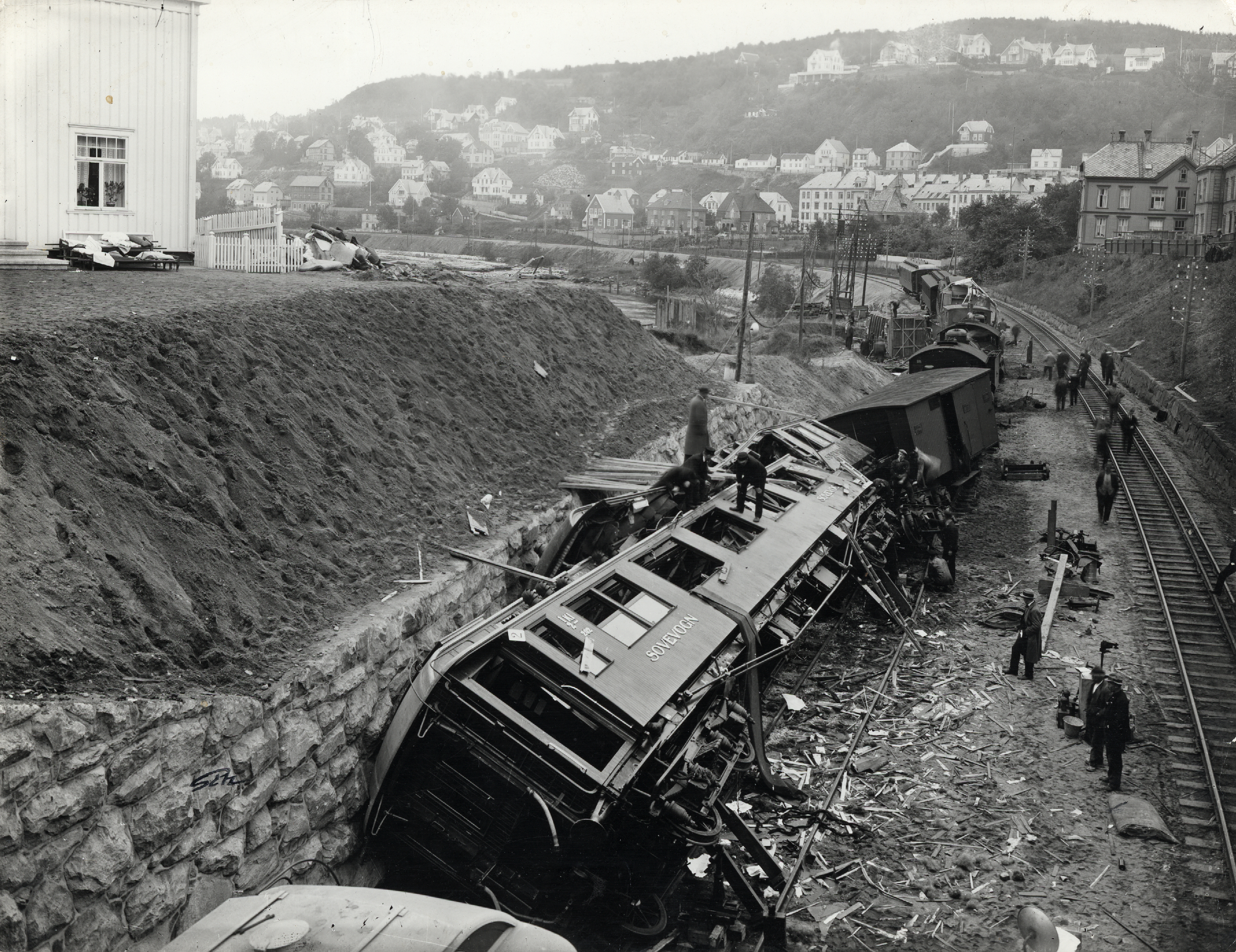
Blick auf die Unfallstelle nach Süden: Vorne die ineinander geschobenen beiden ersten Schlafwagen des Sonderzuges, der Güterwagen und die beiden Schnellzuglokomotiven; davor der Zug aus Kristiania (Oslo)

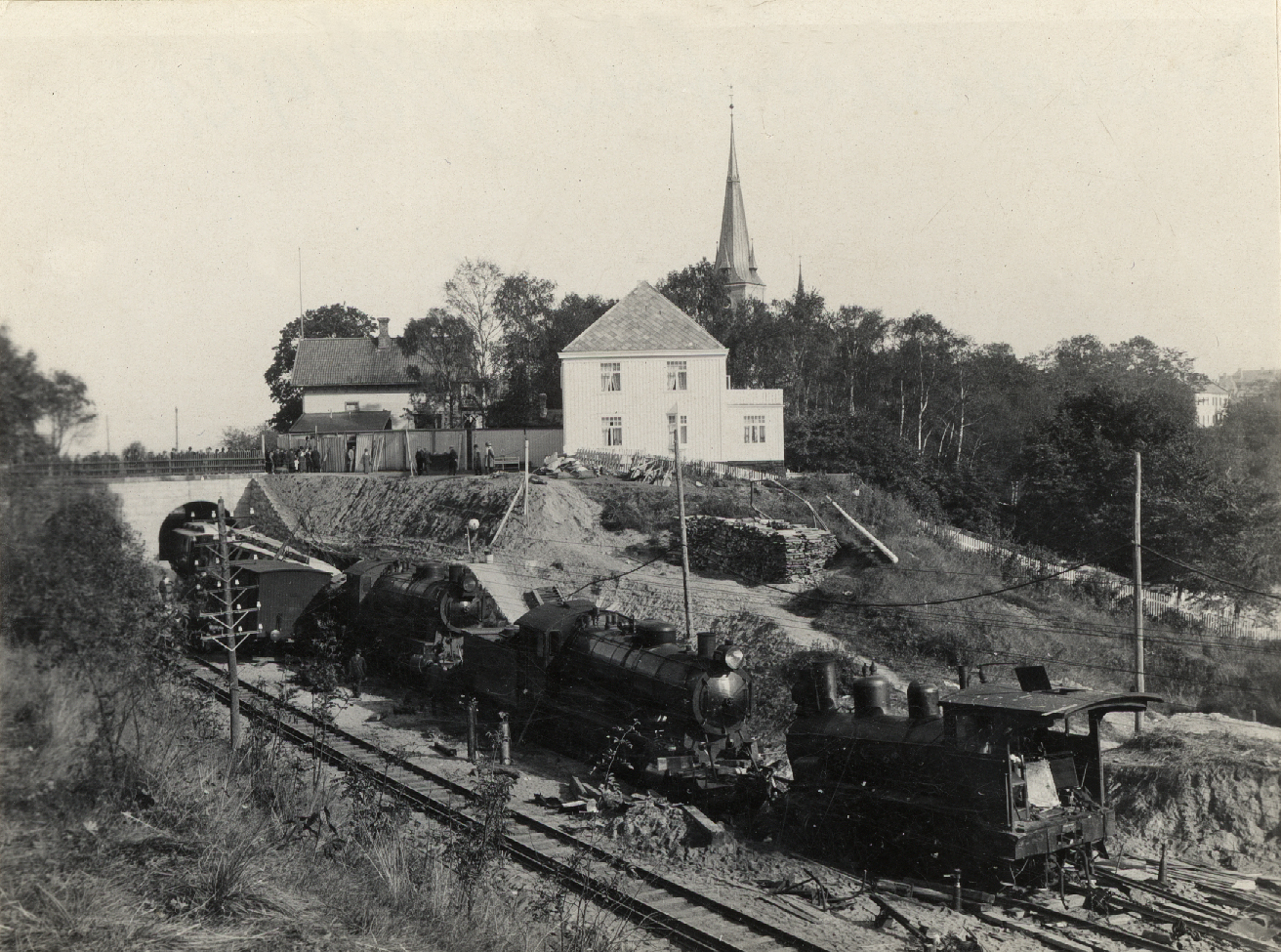
Blick auf die – bereits teilweise geräumte – Unfallstelle von Süden: Rechts die Lokomotive des Zuges aus Kristiania, davor die beiden Schnellzuglokomotiven, dahinter Reste des Sonderzuges und der Nidareid-Tunnel

Der Eisenbahnunfall von Nidareid war ein Frontalzusammenstoß zweier Personenzüge bei Nidareid in Norwegen in der Nacht des 18. auf den 19. September 1921. Mit sechs Toten war es der schwerste Eisenbahnunfall, der sich in diesem Land bis zu diesem Zeitpunkt ereignet hatte.

## Ausgangslage
Nidareid ist ein Ortsteil von Trondheim, der westlich des Stadtzentrums liegt. Die von Süden kommende, gemeinsame Trasse der Bahnstrecken Dovrebanen und Rørosbanen verläuft hier. Am 17. September 1921 war der letzte Abschnitt der Dovrebahn zwischen Støren und Trondheim eröffnet worden. Am Sonntag, den 18. September 1921, hatten weitere Festlichkeiten in Trondheim stattgefunden, woran auch eine Reihe hochrangiger Vertreter aus der Hauptstadt Kristiania teilgenommen hatten. Auch König Haakon VII. und Kronprinz Olav waren anwesend.
Am Abend sollte ein Sonderzug zahlreiche Gäste der Eröffnungsfeier nach Kristiania zurückbringen. Dies war der Sonderzug der Klasse D mit der Zugnummer 36, bestand aus den beiden Lokomotiven 365 und 364 der Baureihe 30b, einem Güterwagen – wohl als Schutz- und Gepäckwagen – hinter den Lokomotiven, sieben Schlafwagen und einem am Zugschluss laufenden Dienstwagen für den Zugführer. Unter den Reisenden befanden sich auch Ministerpräsident Otto Albert Blehr, der Außenminister Johan Ludwig Mowinckel und viele Spitzenbeamte und Parlamentsabgeordnete. Der Zug verließ den Hauptbahnhof von Trondheim um 23:45 Uhr. Im Zug befanden sich 96 Reisende.
In der Gegenrichtung verkehrte Tagschnellzug Nr. 361 von Kristiania nach Trondheim (noch über die Rørosbane), der etwa 20 Minuten Verspätung hatte. Er bestand aus der Lokomotive 182 der Baureihe 21a und führte nur einen Gepäckwagen, zwei Sitzwagen und einen Dienstwagen.
Die Kreuzung der Züge war im Bahnhof Marienborg vorgesehen. Der Lokomotivführer des Schnellzuges hatte einen schriftlichen Befehl dazu erhalten. Dieser war nicht eindeutig formuliert. Es war von einer Zugkreuzung „Montagnacht“ die Rede, da aber (noch) Sonntag war, nahm das Personal an, dass die nächst folgende Nacht gemeint sei.

## Unfallhergang
| \| \| 552,87 \| Trondheim \| Trondheim \| \| \| \| Skansenbrua \| \| \| \| 551,67 \| Skansen \| Skansen \| \| \| \| Nidareid-Tunnel \| (120 m) \| \| \| \| Unfallstelle \| \| \| \| 550,76 \| Marienborg \| Marienborg \| \| \| \| von Kristiania \| \| \| \| \| \| \| \| Kilometerangaben von Oslo S \| \| \| \| |        |                 |                |
| Bahnhof | 552,87 | Trondheim       | Trondheim      |
| Brücke über Wasserlauf |        | Skansenbrua     | Skansenbrua    |
| Haltepunkt / Haltestelle | 551,67 | Skansen         | Skansen        |
| Tunnel |        | Nidareid-Tunnel | (120 m)        |
| |        | Unfallstelle    |                |
| Bahnhof | 550,76 | Marienborg      | Marienborg     |
| Strecke |        | von Kristiania  | von Kristiania |
| |        |                 |                |
| Kilometerangaben von Oslo S |        |                 |                |

Der Schnellzug von Kristiania erreichte den Bahnhof Marienborg zuerst. Dort war die Signalanlage defekt. Der örtliche Fahrdienstleiter gab mit einer Signalleuchte ein „Halt“-Signal, was aber weder von der Lokmannschaft noch von dem Zugführer wahrgenommen wurde: Der Lokomotivführer erwartete das Signal links vom Zug, der Fahrdienstleiter aber stand rechts, der Heizer war gerade mit der Feuerung beschäftigt und der Zugführer kämpfte gegen ein klemmendes Fenster, das sich nur schwer öffnen ließ. So verpassten alle das Signal. Statt die Kreuzung in Marienborg abzuwarten, fuhr der Zug durch den Bahnhof durch, schnitt die Ausfahrweiche des Überholungsgleises auf und fuhr in das Streckengleis ein.
Der Lokführer der vorderen Lokomotive des Sonderzuges sah, als sein Zug durch den Nidareidtunnel fuhr, den aus Süden kommenden Zug auf sich zufahren und leitete eine Schnellbremsung ein. Sekunden später, gegen 23:57 Uhr, ereignete sich vor der südlichen Ausfahrt des Tunnels die Frontalkollision. Der Güterwagen hinter den beiden Lokomotiven des Sonderzuges entgleiste, der folgende Schlafwagen wurde weitgehend zertrümmert und in den nachfolgenden Schlafwagen geschoben, der auf die Seite stürzte und dessen Dach teilweise abriss. Beim Schnellzug aus Christiania wurde vor allem der hinter der Lokomotive laufende Dienstwagen beschädigt und der Zugführer erlitt Verletzungen.

## Folgen

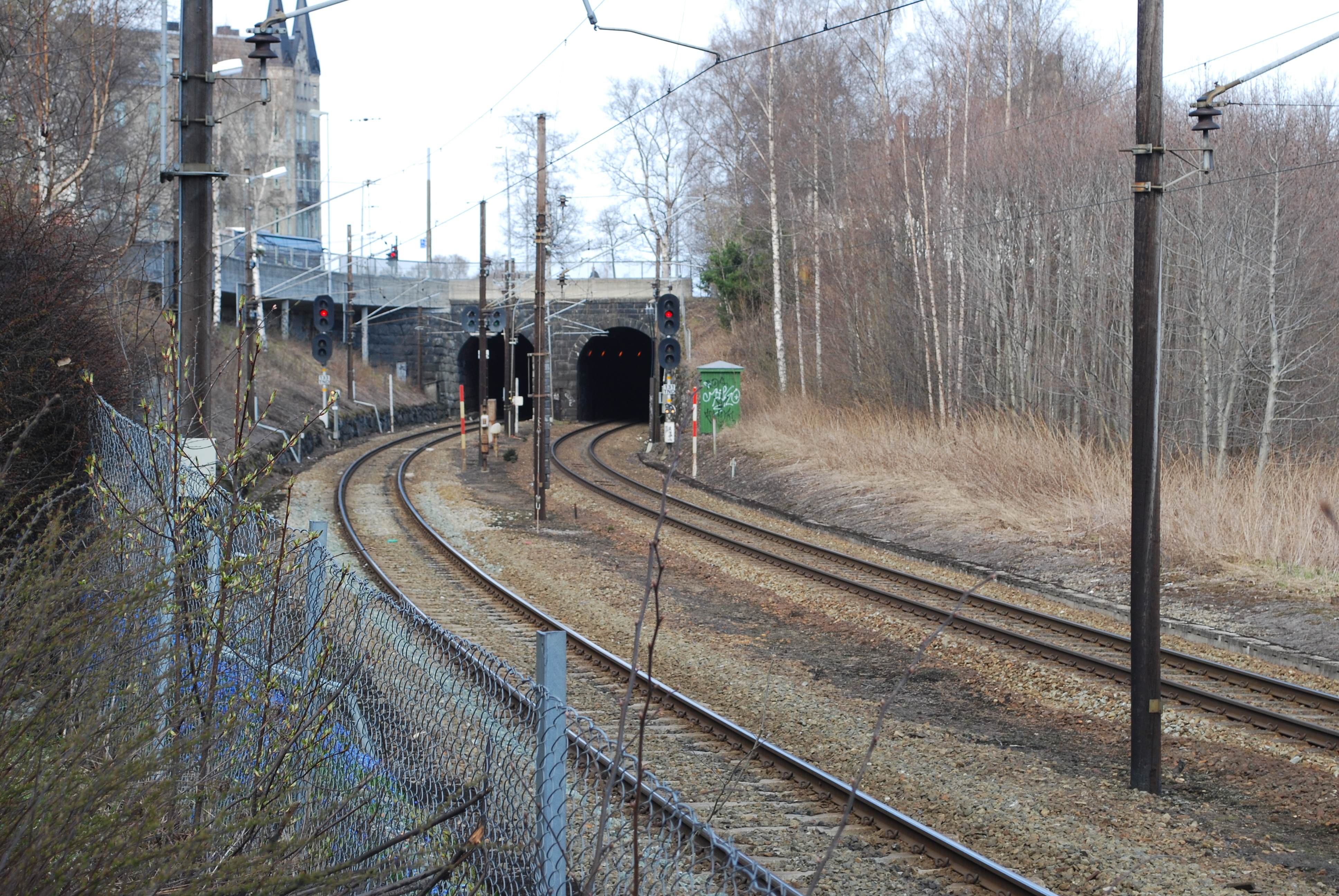
Unfallstelle im heutigen Erscheinungsbild

Sechs Menschen starben, darunter der Politiker, ehemalige Verteidigungsminister und Direktor des Telegrafenamtes Thomas Thomassen Heftye, zwölf weitere Menschen wurden darüber hinaus verletzt.
Am Abend des 19. September wurden die Särge mit den sechs Toten in einem Trauerzug vom Trondheimer Krankenhaus zum Bahnhof getragen. Zwischen 2000 und 3000 Menschen nahmen an dem Trauerzug teil, darunter auch König Haakon VII. und Kronprinz Olav. Der König soll auch in der Nacht noch die Bergungsarbeiten besucht haben. Die Hinterbliebenen der Verstorbenen erhielten eine jährliche Zusatzrente aus der Staatskasse in Höhe von 3000 Kronen zugesprochen.
Vier Personen wurden im Zusammenhang mit dem Eisenbahnunfall strafrechtlich verfolgt und angeklagt: Der Lokomotivführer, der Heizer und der Zugführer des Schnellzuges und der Fahrdienstleiter des Bahnhofs Marienborg. Das Verfahren endete 1922 für alle mit einem Freispruch, da keinem schuldhaftes Handeln nachgewiesen werden konnte.